# Beilnstein
Beilnstein ist ein Gemeindeteil des Marktes Beratzhausen im Landkreis Regensburg (Oberpfalz, Bayern).

## Geschichte
1584 wurde in Beilnstein an der Schwarzen Laber von Martin Olperer ein Blechhammer errichtet. 1630 ist ein Caspar Raben der Hammermeister von Peulnstein, das damals dem Simon von Labrique von Schloss Kollersried gehörte. Die Familie Plank ist seit 1835 im Besitz der Hammermühle.  Am 1. Juli 1894 wurde Beilnstein nach Laufenthal eingemeindet. Am 1. Mai 1978 wurde die Gemeinde Laufenthal nach Hemau eingemeindet, Beilstein kam jedoch nach Beratzhausen.

## Sehenswürdigkeiten
In der Liste der Baudenkmäler sind der Hammer Beilnstein und die Kapelle St. Anna aufgeführt.